# Austrolimnophila brevicellula
Austrolimnophila brevicellula là một loài ruồi trong họ Limoniidae. Chúng phân bố ở miền Cổ bắc.